# Яблучна кислота
Я́блучна кислота́ HOOC-CH(OH)-CH2-COOH — двоосновна органічна оксикарбонова кислота. Існує в L- та D-формах, а також у рацемічній (оптично неактивній) LD-формі. В природі міститься у барбарисі, винограді, яблуках, малині, горобині, стеблах ревеня, листках махорки. У розчинах тютюну міститься у вигляді солей нікотину. У медицині — складова частина послаблюючих засобів та препаратів від хрипоти. Сприяє засвоєнню заліза та включення до складу гемоглобіну.
Яблучна кислота — проміжний продукт при тканинному диханні, різних типах бродіння. Одержують з плодів горобини і барбарису, застосовують у кондитерському виробництві, у медицині.